# Negronne

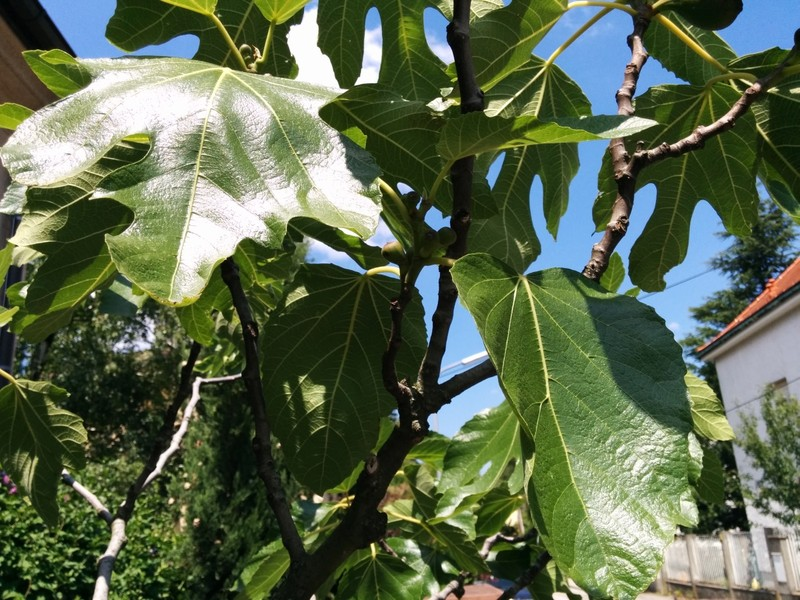
Verschieden geformte Blätter der Sorte Negronne.

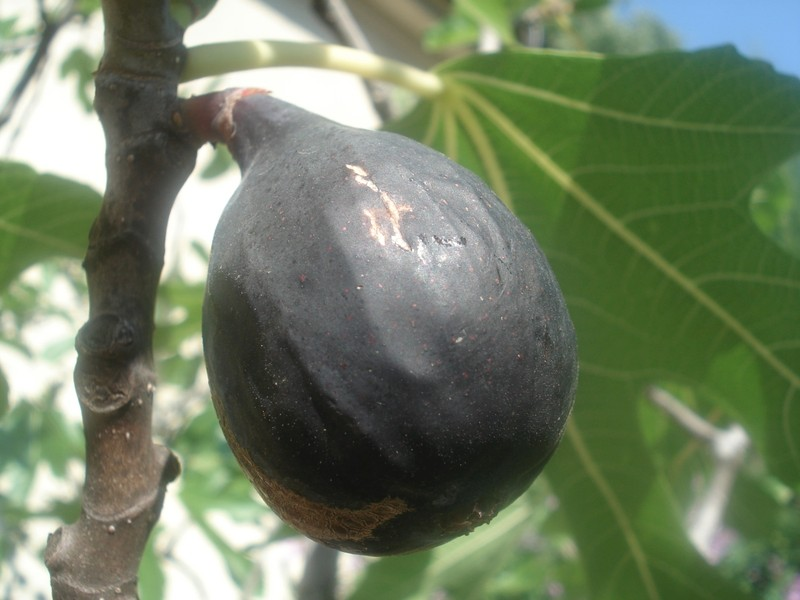
Einzelne Blühfeige von Negronne.

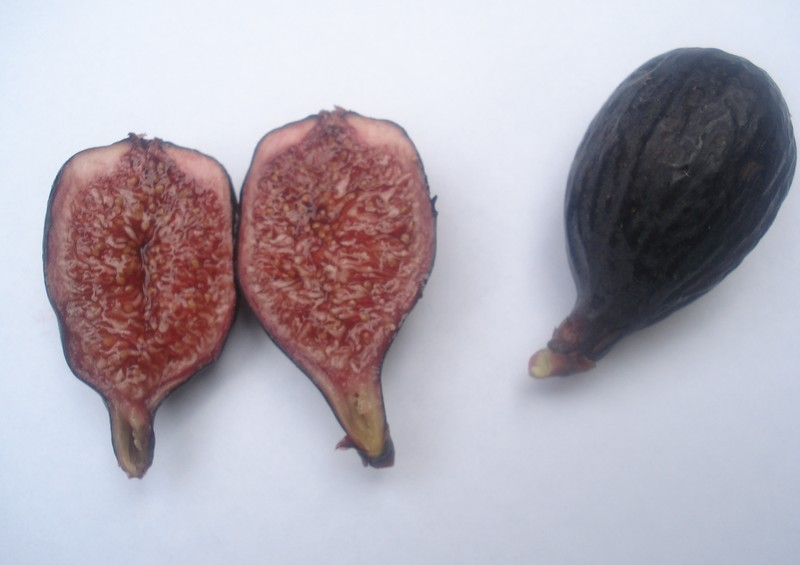
Blühfeigen von Negronne.

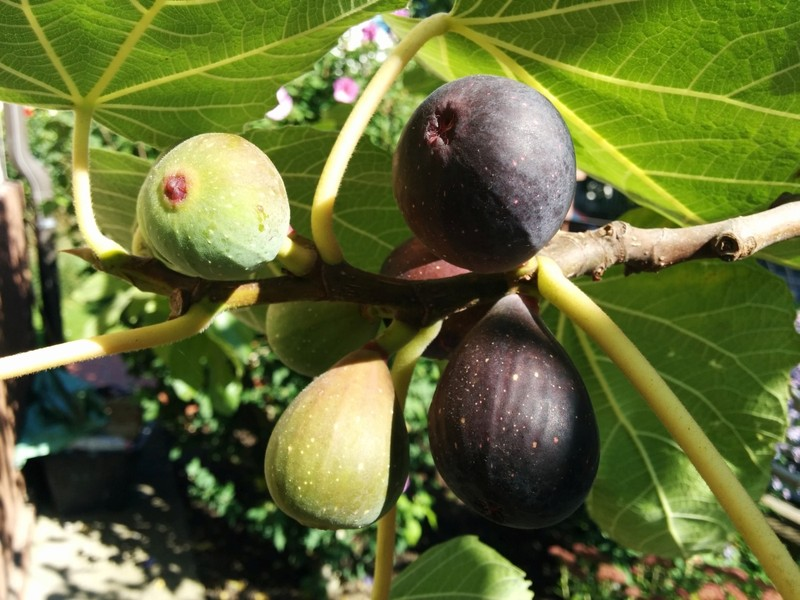
Reife und unreife Herbstfeigen von Negronne.

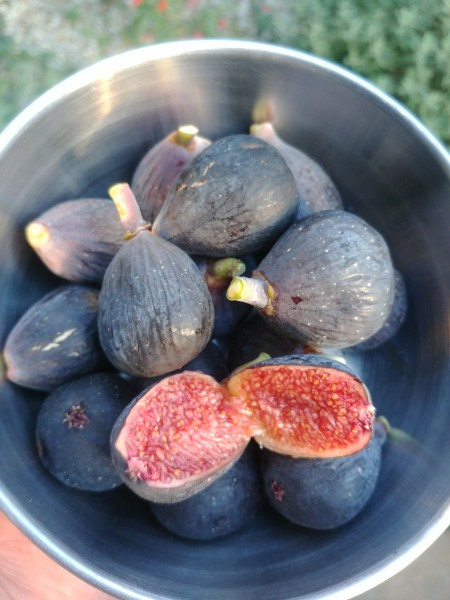
Herbstfeigen von Negronne.

Negronne ist eine traditionelle französische Feigensorte der Art Ficus carica, die für ihren sehr guten Geschmack und ihre große Winterhärte bekannt ist. Sie ist eine zweimaltragende Hausfeige. Synonyme sind „Figue de Bordeaux“, „Violette du Bordeaux“, „Petite Aubique“, „Angélique Black“ und „Figue Poire“. Die Bezeichnung „Violette du Bordeaux“ beinhaltet verschiedene, sehr ähnliche Feigensorten, von denen eine „Negronne“ ist.

## Baum
Negronne ist von mittlerer Wuchsstärke und erreicht in Mitteleuropa meist nur eine Höhe von 2–3 m und etwa 4 m Breite. In Südeuropa wird sie bis zu 6 m hoch und 6 m breit. Das Blatt fällt sehr unterschiedlich aus, von fünflappig und tief eingeschnitten bis völlig ungelappt.

## Frucht
Die Blühfeigen der Sorte Negronne reifen im Juni und Juli und wiegen meist zwischen 35 und 45 Gramm. Sie sind tropfen- bis birnenförmig und bei Vollreife fast schwarz. Die Herbstfeigen reifen in Mitteleuropa von August bis Oktober, sind etwas runder, kleiner, nur 30 bis 40 Gramm schwer und ebenfalls bei Reife schwarz. Das Fruchtfleisch ist rot. Die Früchte sind sehr süß und von ausgezeichnetem Aroma mit einer zusätzlichen leichten Bitternote, die an Pflaumenmus erinnert.

## Winterhärte
Negronne ist sehr winterhart und wird erfolgreich in Deutschland im Freiland kultiviert.